# Gora Barhan
Gora Barhan (englische Transkription von russisch Гора Бархан Gora Barchan) ist ein Nunatak im ostantarktischen Königin-Maud-Land. Er ragt im südlichen Teil der Payergruppe in der Hoelfjella auf.
Russische Wissenschaftler benannten ihn. Der weitere Benennungshintergrund ist nicht hinterlegt.